# Philip Ziegler
Pour les articles homonymes, voir Ziegler.
Philip Ziegler (né le 24 décembre 1929 à Ringwood (Angleterre) et mort le 22 février 2023) est un biographe et historien britannique.

## Biographie
Né à Ringwood, Philip Ziegler fait sa scolarité à la St Cyprian's School (en) d'Eastbourne. Il étudie ensuite au collège d'Eton puis au New College, à Oxford. Il obtient un diplôme de droit avant de joindre le service des affaires étrangères britannique, pour lequel il travaille au Laos, en Afrique du Sud, en Colombie et dans la délégation britannique auprès de l'OTAN à Paris.
En 1967, Philip Ziegler se retire du service des affaires étrangères et va travailler pour la maison d'édition HarperCollins. Souhaitant au début devenir un novéliste, il commence finalement une carrière de biographe en 1962 en publiant Duchess of Dino, biographie de Dorothée de Courlande. Il fut éditeur en chef chez Collins pendant quinze ans. Il a écrit pour différents journaux dont The Spectator, The Listener (en), The Times, The Daily Telegraph et History Today.
Philip Ziegler vivait à Kensington (Londres) avec son épouse. Il a trois enfants et neuf petits-enfants.

### Travaux
- Duchess of Dino (1962) sur Dorothée de Courlande
- Addington: A Life of Henry Addington, First Viscount Sidmouth (1965)
- The Black Death (1969)
- King William IV (1971)
- Omdurman (1973)
- Melbourne : a Biography of William Lamb 2nd Viscount Melbourne (1976) sur le Premier ministre Lord Melbourne
- Crown and People (1978)
- Diana Cooper (1981)
- Mountbatten. The Official Biography (1985)
- Elizabeth's Britain 1926 to 1986 (1986)
- Diaries of Lord Louis Mountbatten 1920-1922: Tours with the Prince of Wales (1987)
- Personal Diary of Admiral the Lord Louis Mountbatten, South-East Asia, 1943-1946 (1988)
- The Sixth Great Power: Barings 1762-1929 (1988)
- From Shore to Shore - The Final Years: The Diaries of Earl Mountbatten of Burma 1953-1979 (1989)
- Edward VIII, the Official Biography (1990)
- Brooks's (en): A Social History (1991)
- Wilson: The Authorised Life of Lord Wilson of Rievaulx (1993) sur Harold Wilson
- London at War 1939-1945 (1995)
- Osbert Sitwell (1998)
- Britain Now and Then: The Francis Frith Collection (1999)
- Soldiers: Fighting Men's Lives, 1901-2001 (2001)
- Man Of Letters: The Extraordinary Life and Times of Literary Impresario Rupert Hart-Davis (en) (2005)
- Edward Heath, Harper Press (2010).